# 3017-3047 - Fra en samling af numser
3017-3047 - Fra en samling af numser er en dansk film fra 2002, instrueret af Michael W. Horsten og Mattias Jacobsson. Filmen varer angiveligt kun 4 minutter. Filmen hører til kategorien "eksperimentalfilm".

## Handling
Numser, kvindenumser, på cykel. Alle indfanget på vej gennem København.